# Allocosa georgicola
Allocosa georgicola là một loài nhện trong họ wolfspinnen (Lycosidae).
Loài này thuộc chi Allocosa. Allocosa georgicola được Charles Athanase Walckenaer miêu tả năm 1837.